# Wolność w sierpniu
Wolność w sierpniu (Freedom in August) – album nagrany przez polskiego muzyka jazzowego Tomasza Stańkę. Płyta zawiera muzykę do ekspozycji Muzeum Powstania Warszawskiego. Trębaczowi towarzyszyli muzycy z Tomasz Stańko Quartet, sekcja smyczkowa i zaproszeni goście: Apostolis Anthimos, Tomasz Szukalski i Janusz Skowron.
Utwory z płyty są kompozycjami Tomasza Stańki. Album nagrany został w dniach 12–14 września 2005 w Studiach S2 i S4 (Studia Muzyczne Polskiego Radia) w Warszawie. Płyta CD wydana została w listopadzie 2006 przez wytwórnię FIRe (001).

## Lista utworów
| 1. | „Wolność w sierpniu (Freedom in August)” | 6:35  |
|    |                                          |       |
| 2. | „Pieśń nadziei (Hope Song)”              | 3:23  |
|    |                                          |       |
| 3. | „Ballada powstańcza (Rising Ballad)”     | 5:27  |
|    |                                          |       |
| 4. | „Pieśń ruin (Crash Song)”                | 2:52  |
|    |                                          |       |
| 5. | „Dee”                                    | 6:12  |
|    |                                          |       |
| 6. | „Pieśń kanałów (Song of the Sewers)”     | 3:31  |
|    |                                          |       |
|    |                                          | 28:00 |
|    |                                          |       |

## Muzycy
- Tomasz Stańko – trąbka
- Marcin Wasilewski – fortepian
- Janusz Skowron – syntezator
- Sławomir Kurkiewicz – kontrabas
- Michał Miśkiewicz – perkusja
- Apostolis Anthimos – instrumenty perkusyjne
- Tomasz Szukalski – saksofon tenorowy
- sekcja smyczkowa Orkiestry Polskiego Radia pod dyr. Marcina Nałęcza-Niesiołowskiego